# Limnophila ludoviciana
Limnophila ludoviciana är en grobladsväxtart som beskrevs av John William Thieret. Limnophila ludoviciana ingår i släktet Limnophila och familjen grobladsväxter. Inga underarter finns listade i Catalogue of Life.